# Luksemburg na Letnich Igrzyskach Olimpijskich 1920
Reprezentacja Luksemburga na Letnich Igrzyskach Olimpijskich 1920 w Antwerpii liczyła dwudziestu sześciu zawodników. Podczas tych zawodów po raz pierwszy medal dla Luksemburga zdobył Joseph Alzin, który wystąpił w podnoszeniu ciężarów.

## Reprezentanci Luksemburga na Igrzyskach

### kolarstwo torowe
W tej dyscyplinie startował jeden zawodnik - Jean Majérus, który odpadł w sprincie oraz nie ukończył startu na 50 km

### lekkoatletyka
Tylko sztafeta 4x100 m wystartowała w finale. Pozostałe starty zawodników z Luksemburga zakończyły się na eliminacjach
- Paul Hammer - starty w 100 m, 200 m, Skok w dal
- Alexandre Servais - start w 100 m
- Jean Colbach - start w 100 m
- Jean Proess - starty w 400 m, 800 m
- Henri Pleger - starty w skoku wzwyż, skoku w dal
- Nicolas Kanivé - start w skoku w dal
- Jean Servais - start w rzucie oszczepem

Sztafeta 4x100m - czas 43,6 sekundy 6. miejsce (na 13) w finale w składzie:
Marinus Ludwig Sørensen, Jean Colbach, Paul Hammer, Jean Proess, Alexandre Servais

### podnoszenie ciężarów
- Michel Mertens - do 60 kg nie zaliczył wszystkich kategorii
- Johny Grün - do 67,5 kg, łącznie uniósł 210 kg w trzech kategoriach 8. miejsce
- Joseph Alzin - powyżej 82,5 kg łącznie uniósł 260 kg w trzech kategoriach, zajął drugie miejsce, do mistrzostwa zabrakło 5 kg

### pływanie
Oto pływacy startujący na igrzyskach: Léon Pesch, Théodore Michel

### piłka nożna

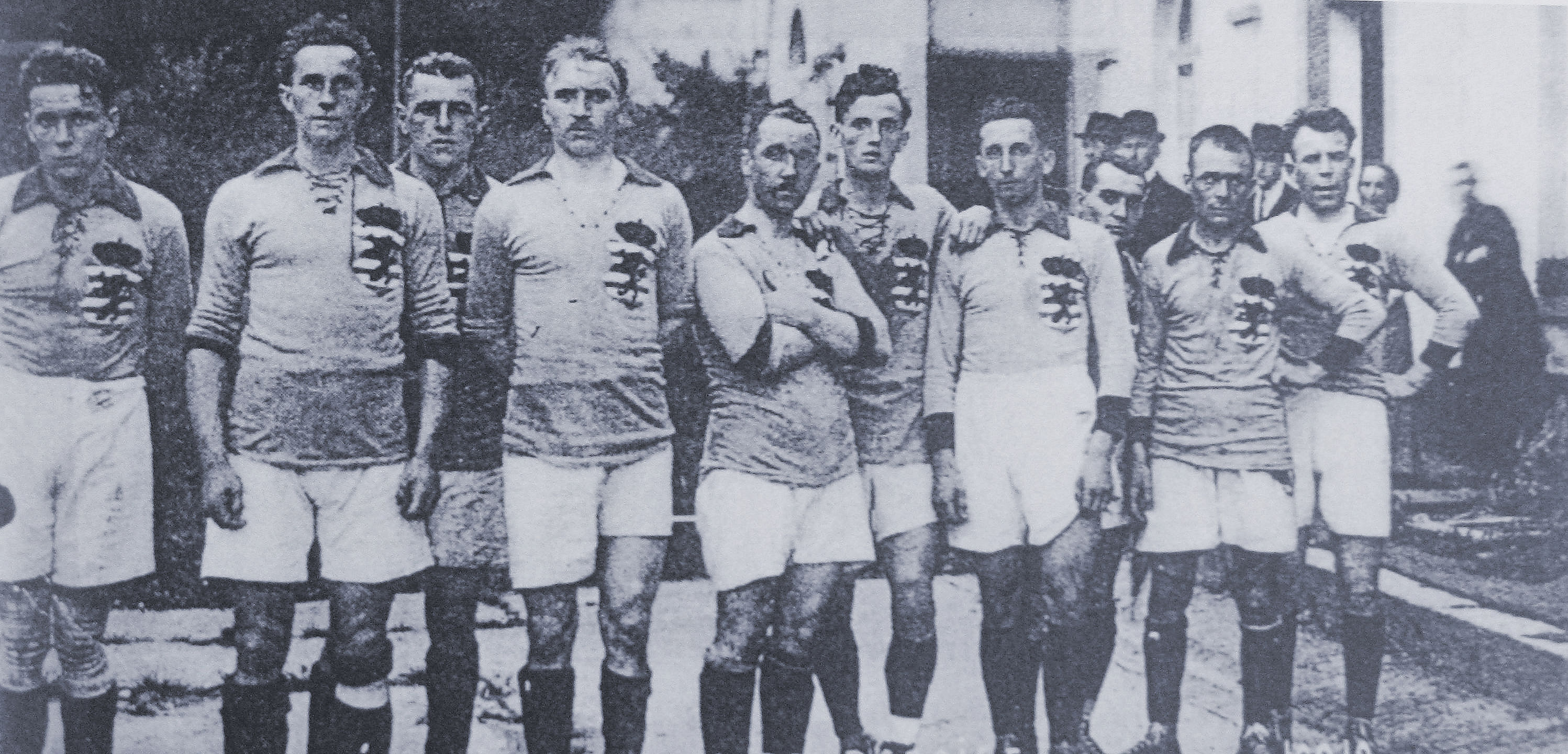
Reprezentanci Luksemburga na igrzyskach w 1920 (na zdjęciu brakuje Charlesa Krügera)

Reprezentacja Luksemburga w piłce nożnej wystartowała podczas igrzysk olimpijskich w Antwerpii przegrywając w pierwszej rundzie w Holandią 3:0 występując w składzie:
Charles Krüger, Jos Koetz, Thomas Schmit, Émile Hamilius, Martin Ungeheuer, Camille Schumacher, Arthur Leesch, Joseph Massard, Robert Elter, François Langers, Léon Metzler

### zapasy
- Michel Dechmann - do 75 kg w stylu klasycznym, odpadł po walce o srebrny medal w fazie ćwierćfinałowej
- Oscar Theisen - do 82,5 kg w stylu klasycznym, odpadł po walce w 1/16 finału